# Полицейская академия 2: Их первое задание
«Полицейская академия 2: Их первое задание» (англ. Police Academy 2: Their First Assignment) — американская комедия 1985 года режиссёра Джерри Пэрис. Это вторая часть франшизы «Полицейская академия» и продолжение «Полицейской академии». Фильм получил рейтинг PG-13 MPAA.
Многие актеры возвращаются из первого фильма, чтобы соответственно повторить свои роли. Стив Гуттенберг повторяет свою роль офицера Кэри Махони; бывший игрок в американский футбол Бубба Смит возвращается в роли колоссального Мозеса Хайтауэра; Марион Рэмси снова появляется в роли Лаверн Хукс; Дэвид Граф возвращается в роли помешанного на оружии офицера Юджина Тэклберри; Майкл Уинслоу возвращается в роли мастера звуковых эффектов офицера Ларвелла Джонса, а актер-ветеран Джордж Гейнс возвращается в роли коменданта Эрика Лассарда.

## Сюжет
В 16-м районе города очень сложная криминогенная обстановка. Город страдает от грабежей и разбоя банды Зеда, взбалмошного и вечно дёрганного типа, которого боятся свои же сообщники. Комиссар Херст, крайне недовольный главой участка — капитаном Питом Лассардом, младшим братом начальника академии Эрика Лассарда, даёт ему месяц на то, чтобы снизить уровень преступности, в противном случае угрожает уволить Лассарда, а на его место поставить его же заместителя — коварного лейтенанта Маузера, интригана и лизоблюда, желающего занять место Лассарда. Лассард обращается за помощью к своему старшему брату, с просьбой выделить ему 6 новых полицейских, после чего герои первого фильма Кэри Махоуни, Ларвелл Джонс, Мозес Хайтауэр, Юджин Теклбери, Лаверн Хукс и Дуглас Фэклер отправляются в 16-й участок.
Однако Маузер и его подручный, недалёкий холуй сержант Карл Проктор, хотят сделать всё, чтобы курсанты провалились и Лассарда уволили. К каждому из новоиспечённых Маузер пристраивает напарника. При этом Тэклберри, к его огромному неудовольствию, в напарники достаётся женщина — сержант полиции Кэтлин Киркланд, у которой познания в оружие даже больше, чем у Тэклберри, что моментально делает её любовным интересом Юджина. А Махоуни в напарники получает Винни Штульмана, неряху из бедняцкого квартала, который живёт с множеством кошек и собакой Лу. К тому же Махоуни сталкивается с Маузером, которому не по душе его нрав и склонность к жестоким шуткам.
Полицейские начинают патрулирование улиц. Однако их первое патрулирование заканчивается провалом. Их попытка обезвредить грабителей местного магазина заканчивается разгромом магазина и избиением его хозяина — Карла Свитчака, «маленького», неуверенного в себе человека, который является частым объектом нападений Зеда. Маузер начинает отчитывать полицейских, однако Махоуни удаётся убедить Лассарда, что они просто перегнули палку, после чего Лассард прощает их и благодарит за усердие. Этим же вечером в баре Тэклберри признаётся Махоуни, что он влюблён в Киркланд и является девственником, чем повергает в шок всех посетителей бара.
Тем временем Маузер, возненавидевший Махоуни, приказывает ему и Штульману патрулировать дорожное движение в автомобильном тоннеле, что приводит к аварии, ведь Штульман не придумал ничего умнее, как поиграть там с собакой в мячик. Однако Махоуни, вернувшись в участок, в отместку подсовывает находящемуся в душе Маузеру вместо шампуня баллончик с эпоксидной смолой, из-за чего руки Маузера намертво приклеиваются к голове. В таком виде Маузер оказывается в коридоре на виду у всех посетителей, включая Лассарда и представителей прессы. После того как ему удаётся освободить руки он пытается выяснить, кто с ним провернул такую шутку, и не мудрено, что подозрения автоматически падают на Махоуни.
Тем временем Пита Лассарда, при попытке обезвредить пару хулиганов, ловят и раскрашивают всего с ног до головы краской для граффити. Вернувшись в участок, он призывает полицейских наконец-то покончить с преступностью, после чего полицейские с огромным энтузиазмом отправляются работать, несмотря на протесты Маузера, который требует решительных мер против Махоуни и компании. В результате офицеры осуществляют несколько десятков успешных арестов, переловив значительную часть банды Зеда. Однако, когда обрадованный Лассард сообщает об этом Херсту, приходит Маузер, и сообщает, что всех арестованных придется отпустить, так как при аресте была использована излишняя сила.
Одновременно роман между Тэклберри и Киркланд продолжает развиваться. Этим же вечером они идут на свидание, а ночью занимаются сексом. Тэклберри также знакомится с её семьёй. Тем временем, разозлённый на своих подчинённых, Пит Лассард высказывает своё недовольство своему брату. Эрик советует Питу устроить развлекательную ярмарку, для того чтобы успокоить общественность. Однако в самый разгар ярмарки туда наведывается банда Зеда, которая устраивает дебош. В результате Пита Лассарда увольняют, а его место занимает Маузер. До этого Махоуни снова отвечает злой шуткой: когда Маузер в отместку за волосы записывает Махоуни на приём к проктологу, тот вовремя указывает санитарам на отвлёкшегося Маузера. Пришедший врач и двое санитаров силой проводят Маузеру досмотр прямой кишки. Позже Маузер хочет выяснить, кто провернул с ним эту шутку, грозя всех уволить. Махоуни признаёт свою вину, и Маузер его увольняет. Вместе с Махоуни в отставку уходит и Штульман.
Втроём Махоуни, Штульман и Лассард пытаются выяснить, откуда банда организует свои набеги. Для этого Винни и Лассард советуют Махоуни внедриться в их банду, и тот соглашается. Он переодевается в хулигана и поздно вечером начинает крушить всё на своём пути, чем привлекает внимание двоих бандитов из банды Зеда, которые приглашают его присоединиться к ним. Тут же Махоуни завоёвывает их доверие, когда к ним подъезжает Джонс и его напарник, который пытается их арестовать, а Махоуни отняв пистолет, заставляет Джонса давать пинков напарнику. На следующий день Махоуни вместе с бандитами отправляется в их логово. Штульман и Лассард едут за ними. Вскоре Махоуни привозят в логово банды, коим оказывается старый зоопарк, и представляют Зеду. Однако вскоре Махоуни случайно разоблачает себя, когда сделанный из старого радио аппарат для подслушивания даёт взбой и транслирует на всё логово бейсбольный матч. Зед, найдя у Махоуни микрофон и поняв, что он легавый, начинает с ним дуэль на ножах. Лассард и Штульман, поняв, что Махоуни в беде, вызывают всех полицейских на подмогу. Выполняющая обязанности диспетчера Хукс пытается вызвать подмогу, что мешает ей сделать Проктор, за что получает от неё сильный удар по голове. Полицейские, окружив логово банды, всех арестовывают, а Лассард самолично спасает Махоуни из рук Зеда. В результате банда арестована, а Пита Лассарда восстанавливают в должности.
Спустя короткое время Тэклберри и Киркланд женятся, а друзья-полицейские провожают их к свадебному кортежу через арки из сабель.

## В ролях
- Стив Гуттенберг — Кэри Махоуни
- Бубба Смит — Мозес Хайтауэр
- Майкл Уинслоу — Ларвелл Джонс
- Дэвид Граф — Юджин Теклбери
- Брюс Малер — Дуглас Фэклер
- Мэрион Рэмси — Лаверн Хукс
- Коллин Кэмп — Кэтлин Киркланд
- Арт Метрано — лейтенант Маузер
- Ховард Хессмэн[англ.] — Пит Лассард
- Джордж Гейнс — ректор Эрик Лассард
- Боб Голдуэйт — Зед
- Тим Казурински — Свитчак
- Питер Ван Норден — Винни Штульман
- Дженнифер Дарлинг — мэр
- Лэнс Кинси[англ.] — сержант Проктор

## Удалённые сцены[3]
- Эпизод на заправке, где Факлер отлучается в туалет. В его отсутствие к пожилому полицейскому подходит компания отморозков. Вернувшийся Факлер обнаруживает коллегу связанным, а патрульную машину разобранной на детали, кстати разобранный автомобиль другой модели.
- Продолжение сцены со «спущенным колесом». Во время поездки Джонс снова издаёт звуки, имитирующие неисправность двигателя. Старший офицер останавливает машину, просит Джонса выйти, открыть капот и посмотреть. При этом он догадывается, что и «севшее колесо» и «поломка двигателя» проделки Джонса, поэтому когда тот поднимает капот и склоняется над мотором, старший мстительно включает сирену. Оглушённый Джонс подпрыгивает и ударяется головой о поднятый капот.
- Маузер встречает на улице Хайтауэра и спрашивает его, как идёт служба, после чего предлагает ему использовать для передвижения по городу электрокар — тот самый, на котором Хайтауэр и Джонс в конце фильма едут спасать Махоуни.

## Производство
Первый фильм стоил 4,8 миллиона долларов, а второй - 7,5 миллиона долларов. Продюсер Пол Маслански сказал, что разница была связана со съемками в Лос-Анджелесе, а не в Торонто, как в оригинале. «Съемки в Лос-Анджелесе стоят дорого, — сказал он. «Не из-за городских властей, они обеспечивают любое сотрудничество. Это торговцы и владельцы недвижимости, которые действительно могут вас ударить. Происходит так много съёмок, что они просят много денег за места съёмок, стоянку машин и т. д.» Маслански также сказал: «Естественно, актеры хотели больше денег для создания сиквела. Дополнительные затраты (основной талант) составляют около полутора миллионов, включая мой собственный гонорар». Он добавил: «Мы потеряли некоторое время, потому что через пару недель мне пришлось сменить директора. Но Джерри Пэрис ... проделал большую работу, чтобы наверстать упущенное».
«Я не был слишком увлечен созданием сиквела, — сказал Гуттенберг. «Я не думал, что сценарий был так хорош, как первый. Но он был улучшен, и после того, как я поговорил с Полом, я решил попробовать еще раз».

## Прием

### Театральная касса
Полицейская академия 2: Их первое задание вышел на 1613 экранах, собрав 10 675 896 долларов в первые выходные, что стало рекордом марта. Это был 11-й самый кассовый фильм в США в 1985 году с общей стоимостью 55,6 миллиона долларов. Фильм собрал 115 миллионов долларов по всему миру и принес прибыль в размере 20,5 миллионов долларов.

### Критический ответ
Фильм получил негативные отзывы. На Rotten Tomatoes фильм имеет рейтинг одобрения 29% на основе 17 обзоров. На Metacritic фильм получил 39 баллов из 100 на основе отзывов 8 критиков, что означает «в целом неблагоприятные отзывы».
Variety писала: «В продолжении представлена большая часть актерского состава оригинала, но ни один из его ключевых закулисных творческих талантов, за исключением продюсера Пола Маслански». Variety мало хвалил фильм, за исключением того, что «Метрано каким-то образом удается сиять в этих самых мрачных обстоятельствах, а у Майкла Уинслоу есть пара хороших моментов». Кинокритик Леонард Малтин дал фильму низкий рейтинг (первый из 5 для сериала), заявив: «Есть эпизоды Драгнета, которые смешнее, чем этот фильм». Телевизионное шоу, которое полностью сосредоточено на ужасных продолжениях, хотя Джин отметил, что в нем было на два смеха больше, чем в первом фильме 1984 года (что означало, что в сиквеле было ровно два смеха).